# Parc naturel des lacs de Lauenbourg
Le parc naturel des lacs de Lauenbourg (Naturpark Lauenburgische Seen) est un parc naturel en Allemagne créé en 1961. Il est situé dans l'arrondissement du duché de Lauenbourg du land du Schleswig-Holstein au nord du pays.

## Géographie
Avec une superficie de plus de 470 km2, il s'agit du troisième parc naturel le plus étendu du Schleswig-Holstein comprenant de vastes zones boisées et une quarantaine de lacs. Il se trouve à proximité de la réserve de biosphère du lac Schaal avec laquelle il forme une grande zone protégée le long de l'ancienne frontière interallemande.
Les plus grands lacs du parc sont le lac de Ratzebourg et le lac Schaal qui communique entre eux grâce au canal du lac Schaal (Schaalseekanal) qui passe près de la commune de Salem.